# Gloria Cáceres Vargas
Gloria Cáceres Vargas (* 2. Mai 1947 in Colta, ehemals Provinz Parinacochas, heute Páucar del Sara Sara, Ayacucho, Peru) ist eine peruanische Schriftstellerin, Übersetzerin und Literaturwissenschaftlerin, die auf Spanisch und Chanka-Quechua bzw. Süd-Quechua schreibt. Sie hat zur Quechua-Literatur mit Gedichten und Erzählungen beigetragen.

## Werdegang
Gloria Cáceres Vargas studierte Erziehungswissenschaften, Sprachwissenschaften und Kulturwissenschaften an der Universidad Nacional Federico Villarreal in Lima, der Universidad Nacional de Educación Enrique Guzmán y Valle in Chosica und der Universidad Nacional Mayor de San Marcos in Lima. Danach arbeitete sie als Literatur-Professorin und Dozentin für Quechua an der Universidad Nacional de Educación Enrique Guzmán, wo sie von 1997 bis 1999 auch Dekanin der Fakultät für Geisteswissenschaften und Leiterin der Zeitschrift La Cantuta war.
Im Oktober 1999 wurde sie eingeladen, am INALCO in Paris als Professorin für Quechua zu arbeiten, was sie bis 2005 tat. Darüber hinaus war sie Professorin für Spanisch und Lateinamerikanistik an der Universität Paris III – Sorbonne Nouvelle. 2008 kehrte sie nach Peru zurück, um als Fachfrau für Chanka-Quechua im Amt für interkulturelle zweisprachige Erziehung des peruanischen Bildungsministeriums zu arbeiten. Seit 2009 ist sie als Professorin an der Universidad Peruana Unión de Ñaña in Lima tätig.

## Literarisches Schaffen
Gloria Cáceres Vargas hat verschiedene literarische Werke auf Spanisch und Chanka-Quechua herausgebracht. 1996 und 2009 erschienen zwei zweisprachige Gedichtbände: Riqsinakusun/Conozcámonos (Lasst uns kennen lernen) und Munakuwaptiykiqa/Si tú me quisieras (Wenn du mich liebtest). In ihrem 2010 erschienenen Band Wiñay suyasqayki / Te esperaré siempre (Ich werde immer auf dich warten) veröffentlichte sie einige Erzählungen über die Migration aus den Anden in die Stadt wie auch ihre eigenen Reisen zwischen Chosica und Colta in ihrer Jugend. 2015 kam ihr Gedichtband Yuyaypa k'anchaqnin / Fulgor de mis recuerdos (Leuchten meiner Erinnerung) heraus.
Sie hat auch einige literarische Texte aus dem Spanischen ins Quechua übersetzt, darunter drei Texte von José María Arguedas: Warma kuyay (ursprünglich 1935), Yawar willay (1945) und Hijo solo (1957) = Sapan Churi, in Quechua-Übersetzung erschienen 2011.

## Familie
Gloria Cáceres Vargas ist Witwe des Journalisten Cesáreo (Chacho) Martínez Sánchez, mit dem sie einen Sohn hat, den Biologen und Paläontologen Manuel Agustín Martínez Cáceres.

## Werke
- 1996: Riqsinakusun. Conozcámonos (Gedichte, Erzählungen und Rätsel).
- 2009: Munakuwaptiykiqa. (Si tú me quisieras.) Punto & Grafía, Lima.
- 2010: Wiñay suyasqayki, huk willaykunapas. (Te esperaré siempre y otros relatos.) Universidad Alas Peruanas, Lima.
- 2015: Yuyaypa k'anchaqnin. (Fulgor de mis recuerdos.) Pakarina, Lima.
- 2021: Musqu awaqlla. (Tejedora de sueños.) Pakarina, Lima, ISBN 9786124297601

## Übersetzungen ins Quechua
- José María Arguedas: Warma kuyay y otros relatos [Yawar willay, Sapan Churi = Hijo solo]. Traducción al quechua de Gloria Cáceres Vargas. Edición bilingüe, con introducción de Gonzalo Espino Relucé. Lima, Editorial San Marcos, 2011.